# Michal Lieberzeit
Michal Lieberzeit (* 14. září 1984) je český zpěvák, herec a režisér.

## Životopis
V letech 2003–2009 studoval klasický zpěv na plzeňské konzervatoři a následně pak v letech 2009 - 2011 soukromě u národního umělce Václava Zítka a současně u člena Metropolitní opery v New Yorku pana Vladimíra Chernova. Vystudoval obor "operní režie" na Akademii múzických umění v Praze. Vytvořil několik režií převážně operetního repertoáru v Ústeckém divadle a také režíroval Open Air představení Nabucco v Praze v roce 2019 pro několik tisíc lidí. V roce 2008–2009 hostoval v opeře Divadla J. K. Tyla v Plzni. Spolupracuje s Českým rozhlasem, Národním divadlem v Praze a dlouhodobě i s Komorní operou Praha a Českou operou Praha. V roce 2014 se stal tajemníkem uměleckého provozu Divadla J. K. Tyla v Plzni a následně od roku 2018 pracuje jako asistent ředitele divadla. V roce 2019 spoluzakládal organizaci Mozarteum Praga, která aktivně pečuje o odkaz W. A. Mozarta v Praze i celé ČR.

## Literární tvorba
2024 - libreto a scénář k baletu Malý princ (Divadlo J. K. Tyla v Plzni)

## Režie

### V studni - 2011 / skladatel: V .Blodek
- libreto: K. Sabina
- dirigent a sbormistr: J. Bubák
- režie: M. Lieberzeit
- scéna a kostýmy: akademický malíř A. Born

premiéra: 22.3.2011 v divadle Hybernia (Praha)

### Poslední růže od Casanovy - 2012 / scénář: F. Daniel, F. A. Dvořák, M. Lieberzeit
- hudba: W. A. Mozart, L. van Beethoven
- dirigent: P. Jiříkovský, K. Urbanová
- scéna a režie: M. Lieberzeit
- kostýmy: M. Šerých

premiéra 27.5.2012 v divadle Mlejn (Praha)

### Manželské kontrapunkty - 2013 / předloha: S. Grodženská
- hudba: J. Pauer
- dirigent: P. Louženský, F. Macek
- korepetice: J. Snítil
- scéna, kostýmy a režie: M. Lieberzeit

premiéra: 3.4.2013 v divadle Inspirace (Praha)

### Kouzelná flétna - 2014 / libreto: E. Schikaneder
- hudba: W. A. Mozart
- dirigent: L. Pohůnek, G. Galanis
- korepetice: J. Snítil
- scéna, kostýmy a režie: M. Lieberzeit

premiéra: 4.4.2014 ve Strašnickém divadle (Praha)

### Ptáčník - 2017 / libreto: M. West, L.Held / překlad: M. Homolka, M. Otava
- hudba: C. Zeller
- dirigent: M. Kaňák, J. Snítil
- sbormistr: J. Snítil
- režie: M. Lieberzeit
- scéna: M. Otava
- kostýmy: D. Haklová

premiéra: 22.12.2017 v Severočeském divadle (Ústí nad Labem)

### Veselá vdova - 2019 / libreto: Victor Léon a Leo Stein / překlad: E. Bezděková, M. Otava
- hudba: F. Lehár
- dirigent: M. Kaňák, M. Formáček
- sbormistr: J. Snítil
- režie: M. Lieberzeit
- choreografie: J. Pokorný
- Scéna: D. Haklová
- kostýmy: D. Haklová

premiéra: 24.2.2019 v Severočeském divadle (Ústí nad Labem)

### Čardášová princezna - 2021 / libreto: Leo Stein a Béla Jenbach / překlad: E. Bezděková, M. Otava
- hudba: Emmerich Kálmán
- dirigent: M. Formáček, M. Kaňák
- sbormistr: J. Snítil
- režie: M. Lieberzeit
- choreografie: V. Gončarov
- Scéna: D. Haklová
- kostýmy: D. Haklová

premiéra: 1.9.2021 v Severočeském divadle (Ústí nad Labem)

### Trubadůr - 2025 / Libreto: Salvatore Cammarano, Leone Emmanuele Bardare
- hudba: Giuseppe Verdi
- dirigent: Jiří Petrdlík / Jiří Štrunc
- sbormistr: J. Zicha
- režie: M. Lieberzeit
- choreografie: Richard Ševčík
- Scéna: D. Dvořák
- kostýmy: D. Haklová
- animace: Ondřej Brýna

premiéra: 26.4.2025 v Divadle J. K. Tyla (Plzeň)

## Nastudované role

### opera a opereta
- B. Smetana - Marko (Viola) - fragment opery
- G. B. Bononcini - Polyfém (Polyfém)
- P. I. Čajkovskij - voják "posel" (Panna Orleánská)
- R. Strauss - muž z Kappadocie (Salome)
- F. Lehár - Cascada (Veselá vdova)
- F. Lehár - Lord Barrymore (Giuditta)

### činohra
hrabě Valdštejn (Poslední růže od Casanovy)

### muzikál
- E. Puchová - král (Malý princ)
- Terrence McNally / David Yazbek - Teddy Slaughter (Donaha!)

### balet
S. Prokofjev - Vévoda Veronský - Romeo a Julie

## TV role a filmové role
- 2013 - Vyprávěj - návštěva v bytovém divadle
- 2014 - Kriminálka Anděl - šéf bezpečnostní služby
- 2015 - Dítě č. 44 (Child 44) - důstojník NKVD